# Batnfjordsøra
Batnfjordsøra är en tätort som utgör centralort i Gjemnes kommun i Møre og Romsdal fylke i västra Norge. Orten ligger där Europaväg 39 möter fylkesväg 666, längst inne vid Batnfjorden.